# بوشپورن
بوشپورن (به فرانسوی: Boucheporn) یک کمون در فرانسه است که در Canton of Boulay-Moselle واقع شده‌است.

## خصوصیات
بوشپورن ۶٫۶۵ کیلومترمربع مساحت و ۵۵۱ نفر جمعیت دارد و ۴۲۵ متر بالاتر از سطح دریا واقع شده‌است.